# The Orville
The Orville  é uma série de televisão americana criado por Seth MacFarlane. É exibida pela Fox desde 10 de setembro de 2017.
Em 2 de novembro de 2017, a Fox renovou a série para uma segunda temporada, que começará com uma estréia de duas horas em 30 de dezembro de 2018.

## Enredo
A série foi oficialmente chamada U.S.S. Orville (ECV-197), um navio espacial exploratório de nível médio na União Planetária, uma aliança interestelar do século 25 com a Terra e muitos outros planetas.

## Elenco
- Seth MacFarlane como Ed Mercer
- Adrianne Palicki como Kelly Grayson
- Penny Johnson Jerald como Claire Finn
- Scott Grimes como Gordon Malloy
- Peter Macon como Bortus
- Halston Sage como Alara Kitan
- J. Lee como John LaMarr
- Mark Jackson como Isaac